# Лео Шонфельд-Іллі
Лео Шонфельд-Іллі (нім. Leo Schönfeld-Illy 1888—1952) — економіст, прибічник ідей Австрійської школи економіки.

## Біографія
Народився у Відні під ім'ям Лео Шонфельд (згодом змінене на Лео Іллі).
Отримавши освіту у Відні, Лео Шонфельд став бухгалтером після Першої світової війни, але продовжував брати участь у семінарах фон Мізеса. Шонфельд належав до другого (або третього) покоління австрійської школи.   Його трактат 1924 року намагався відновити полеміку щодо граничної корисності. Його підручник 1948 року був одним із останніх з австрійської суб'єктивістської теорії граничної корисності. Суворий критик економіки Вальраса. Іноді вважають ініціатором австрійської ідеї «ринкового процесу».
Після нацистської окупації Австрії в 1938 році він був змушений змінити своє ім'я на Лео Іллі (для істориків стало звичаєм ставити його ім'я Шенфельд-Іллі через дефіс, але він цього ніколи не робив). Він залишився в окупованій Австрії, а згодом став учителем.

## Основні твори
- Grenznutzen und Wirtschaftsrechnung, 1924. «Гранична корисність і економічний розрахунок»
- Das Gesetz des Grenznutzens, Untersuchung über die Wirtschaftsrechnung des Konsumenten, 1948. «Закон граничної корисності, дослідження економічного розрахунку споживача»
- «Grundprobleme der Preistheorie», 1949, in A. Mahr, editor, Neue Beiträge zur Wirtschaftshistorie: Festschrift von Hans Mayer «Основні проблеми теорії цін»
- «Die ökonomische Komplementarität», 1951, ZfN «Економічна взаємодоповнюваність»